# Бад-Бланкенбург
Бад-Бланкенбург (нем. Bad Blankenburg) — город в Германии, в земле Тюрингия.
Входит в состав района Заальфельд-Рудольштадт. Население составляет 7047 человек (на 31 декабря 2010 года). Занимает площадь 35,56 км². Официальный код — 16 0 73 005.
Город подразделяется на 8 городских районов.
Бад-Бланкенбург знаменит как место, где Фрёбель создал первый детский сад (1837). В городе имеется музей Фрёбеля.
В 1927 году почётным гражданином города стал местный уроженец немецкий энтомолог Отто Шмидекнехт, который провёл в нём и свои последние дни.
В Германии город известен как курорт с минеральными водами и чистым горным воздухом. Имеется несколько лечебниц и отелей, а также спортивная база для подготовки и рекреации спортивных команд Германии по различным видам спорта.
В пределах города находится исторический замок Грайфенштайн.
Город является местом, где ежегодно в начале августа проводится конференция Немецкого Евангельского Альянса, объединяющего все христианские церкви Германии. В 2013 году состоялась 118-я по счёту конференция.